# Sallya consors
Sallya consors är en fjärilsart som beskrevs av Rothschild och Jordan 1903. Sallya consors ingår i släktet Sallya och familjen praktfjärilar. Inga underarter finns listade i Catalogue of Life.